# Arches (Vosgi)
Arches è un comune francese di 1 811 abitanti situato nel dipartimento dei Vosgi nella regione del Grand Est.

## Società

### Evoluzione demografica
Abitanti censiti